# Eugenia nigrita
Eugenia nigrita är en myrtenväxtart som beskrevs av Cyrus Longworth Lundell. Eugenia nigrita ingår i släktet Eugenia och familjen myrtenväxter. Inga underarter finns listade i Catalogue of Life.